# Tetramorium

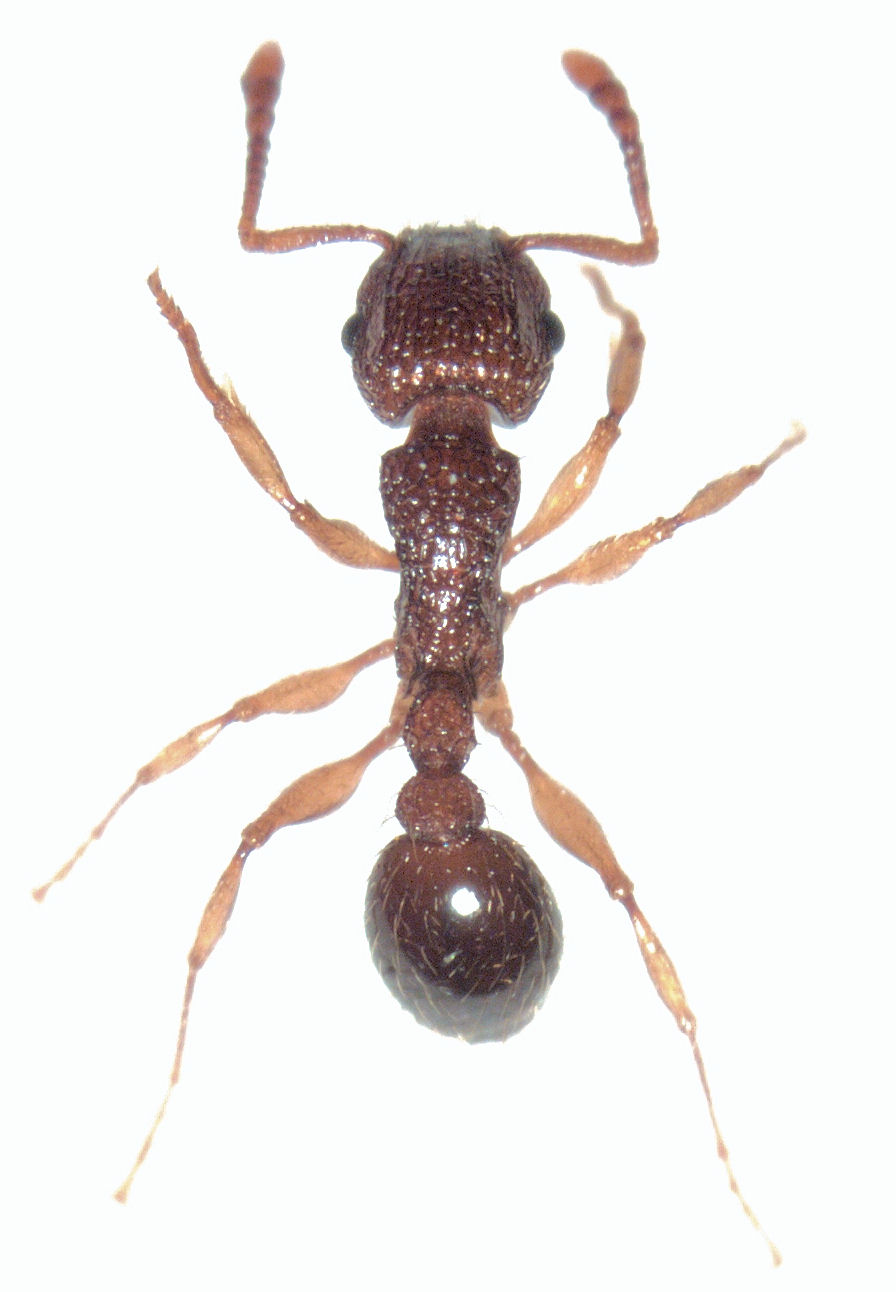
Tetramorium bicarinatum

Tetramorium (лат.) — один из крупнейших родов муравьёв из трибы Crematogastrini подсемейства Myrmicinae. Известно около 600 видов. Мелкие муравьи (длина рабочих 2—4 мм, самки вдвое крупнее). Встречаются повсеместно, как правило в почве.

## Описание
Мелкие (длина рабочих 2—4 мм) земляные муравьи бурого цвета, в северной Евразии представлены дерновым муравьём Tetramorium caespitum, строящим небольшие муравейники в виде земляных холмиков. Усики состоят из 11—12 члеников у самок и рабочих или из 10—11 у самцов. Нижнечелюстные щупики — 4-члениковые (реже 3), нижнегубные — 3-члениковые (реже 3 или 2).
Боковые части клипеуса килевидно приподняты около места прикрепления усиков. Жвалы широкотреугольные с зубчатым жевательным краем. Стебелёк между грудкой и брюшком состоит из двух члеников: петиолюса и постпетиолюса (последний четко отделен от брюшка), жало развито, куколки голые (без кокона). Заднегрудка с 2 проподеальными шипиками. Брюшко гладкое и блестящее, голова и грудка, как правило, морщинистые.

## Распространение
Род известен в Африке, Азии, Австралии, Европе, Северной Америке. Наибольшая степень эндемизма (93 %) отмечена на Мадагаскаре, где 113 видов из 125 встречаются только там.

## Систематика
Род включает около 600 видов, распространенных главным образом, в тропиках и субтропиках Старого Света, и относится к трибе Crematogastrini (ранее в отдельной трибе Tetramoriini). В России около 10 видов на юге.

### Синонимы
Среди синонимов рода Tetramorium такие таксоны как Triglyphothrix Forel, 1890, до 1985 года, рассматриваемый в качестве самостоятельного рода, и Decamorium Forel, 1913 (синонимизирован в 2014 году). В 2015 году предложена синонимизация Anergates Forel, 1874, Teleutomyrmex Kutter, 1950, Rhoptromyrmex с родом Tetramorium. Однако, это вызвало дискуссию в мирмекологическом сообществе, многие европейские учёные с этим не согласились и продолжают (в том числе, в 2022 году) использовать старое название Anergates atratulus.
- Acidomyrmex Emery, 1915 (ранее синоним под Rhoptromyrmex)
- Anergates Forel, 1874
- Apomyrmex Calilung
- Atopula Emery[21]
- Decamorium Forel, 1913[13]
- Hagioxenus Forel, 1910 (ранее синоним под Rhoptromyrmex)
- Ireneella Donisthorpe, 1941 (ранее синоним под Rhoptromyrmex)
- Lobomyrmex Kratochvil
- Macromichoides Wheeler
- Macromischoides Wheeler[22]
- Macromiscoides Wheeler (с 1976 синоним)
- Rhoptromyrmex Mayr, 1901
- Teleutomyrmex Kutter, 1950
- Triglyphathrix Forel
- Triglyphothrix Forel
- Triglyphotrix Forel
- Xiphomyrmex Forel
- Xyphomyrmex Forel

### Группа видовTetramorium aculeatum
Бывший род Macromischoides
- T. aculeatum (Mayr, 1866)
- T. africanum (Mayr, 1866)
- T. rimytyum Bolton, 1980
- T. rotundatum (Santschi, 1924)

### Группа видовTetramorium solidum
19 видов муравьёв-жнецов со специализированными аммохетами, образующими псаммофор на вентральной стороне головы. Эндемики аридных регионов Африки, главным образом Южной Африки.
- T. aisha Mbanyana, Robertson & Hita Garcia, 2018, T. barbigerum Bolton, 1980, T. brigitteae Mbanyana, Robertson & Hita Garcia, 2018, T. clunum Forel, 1913, T. dichroum Santschi, 1932, T. duncani Mbanyana, Robertson & Hita Garcia, 2018, T. galoasanum Santschi, 1910, T. glabratum Stitz, 1923, T. grandinode  Santschi, 1913, T. jordani  Santschi, 1937, T. lerouxi  Mbanyana, Robertson & Hita Garcia, 2018, T. margueriteae  Mbanyana, Robertson & Hita Garcia, 2018, T. peringueyi  Arnold, 1926, T. pogonion  Bolton, 1980, T. rothschildi  (Forel, 1907), T. rufescens  Stitz, 1923, T. setuliferum  Emery, 1895, T. signatum  Emery, 1895, T. decem Emery, 1886[23]. T. nama Hawkes, 2020[24].

### Группа видовTetramorium angulinode
- Tetramorium smithi Mayr[25]

### Группа видовTetramorium inquilinum
Социальные паразиты без касты рабочих. 5 видов, включая бывший род Teleutomyrmex
- Tetramorium albenae Salata et al., 2023
- Teleutomyrmex buschingeri (Lapeva-Gjonova, 2017)(=Teleutomyrmex buschingeri)[19]
- Tetramorium inquilinum Ward, Brady, Fisher & Schultz, 2014 (Teleutomyrmex schneideri Kutter, 1950)
- Tetramorium kutteri (Tinaut, 1990) (=Teleutomyrmex kutteri Tinaut, 1990)[27]
- Tetramorium seiferti (Kiran & Karaman, 2017) (=Teleutomyrmex seiferti)[28]

### Группа видовTetramorium bicarinatum
- Tetramorium bicarinatum (Nylander, 1846), развезен человеком по всему свету, Tetramorium indicum Forel, Tetramorium pacificum Mayr, Tetramorium meghalayense Bharti, Tetramorium petiolatum Sheela and Narendran, Tetramorium nipponense Wheeler, 1928

### Группа видовTetramorium caespitum

#### Комплекс видовTetramorium caespitum/impurum
- Дерновый муравей (T. caespitum), T. impurum  (Foerster, 1850), T. indocile  Santschi, 1927, T. hungaricum  Röszler, 1935, T. alpestre  Steiner, Schlick-Steiner & Seifert, 2010, T. fusciclava  Consani & Zangheri, 1952, T. staerckei  Kratochvíl, 1944, T. immigrans  Santschi, 1927, T. breviscapus  Wagner, Arthofer, Seifert, Muster, Steiner & Schlick-Steiner, 2017 и T. caucasicum Wagner et al., 2017[29][30][31][32][33][34].
- T. sibiricum Seifert, 2021 (около Улан-Удэ, Россия)[35]

#### Комплекс видовTetramorium ferox
T. aegeum, T. densopilosum,
T. decdiomedeumem, T. ferox (Ruzsky, 1903), T. feroxoides

#### Комплекс видовTetramorium chefketi
T. alternans, T. anatolicum, T. annectens, T. chefketi, T. exile, T. forte, T. moravicum, T. rhodium, T. sanetrai, T. sulcinode, T. syriacum

#### Комплекс видовTetramorium semilaeve
T. semilaeve, T. davidi, T. schmidti, T. galaticum Menozzi, 1936, T. hippocratis Agosti & Collingwood, 1987, T. kephalosi Salata et Borowiec, 2017 (Греция, Хорватия), T. bellerophoni Salata et Borowiec, 2017 (Турция)

### Группа видовTetramorium camerunenese
- Tetramorium lucayanum Wheeler

### Группа видовTetramorium ciliatum
- Tetramorium shivalikense Bharti & Kumar, 2012

### Группа видовTetramorium decem/Decamorium
- T. decem Forel, 1913, T. raptor Hita Garcia, 2014, T. uelense Santschi, 1923,T. ultor Forel, 1913, T. venator Hita Garcia, 2014[13]

### Группа видовTetramorium fergusoni
- Tetramorium fergusoni Forel

### Группа видовTetramorium inglebyi
- Tetramorium elisabethae Forel, Tetramorium inglebyi Forel, Tetramorium myops Bolton, Tetramorium triangulatum Bharti & Kumar, 2012
- Tetramorium sinensis Zhang & Du & Chen, 2025[40]

### Группа видовTetramorium mixtum
- Tetramorium mixtum Forel, Tetramorium rugigaster Bolton, Tetramorium malabarense Sheela and Narendran, Tetramorium sentosum Sheela and Narendran

### Группа видовTetramorium naganum
- Tetramorium alperti, Tetramorium enkidu, Tetramorium dalek, Tetramorium gilgamesh, Tetramorium naganum

### Группа видовTetramorium obesum
- Tetramorium coonoorense Forel, Tetramorium decamerum (Forel), Tetramorium lanuginosum Mayr, Tetramorium obesum Andre, Tetramorium rossi (Bolton)

### Группа видовTetramorium sericeiventre
- Tetramorium sericeiventre Emery, Tetramorium caldarium Forel, Tetramorium microgyna Santschi

### Группа видовTetramorium setigerum
- Tetramorium cavernicola, Tetramorium parasiticum Bolton

### Группа видовTetramorium simillimum
- Tetramorium simillimum (Smith), Tetramorium bequaerti (Roger)

### Группа видовTetramorium striativentre
- T. striativentre Mayr, 1877, T. schneideri Emery, 1898, T. kabulistanicum Pisarski, 1967, T. saudicum Sharaf, 2013, T. sabatinellii Radchenko and Scupola, 2015, T. pisarskii Radchenko and Scupola, 2015[41].

### Группа видовTetramorium tonganum
- Tetramorium christiei Forel, Tetramorium salvatum Forel, Tetramorium tonganum Mayr, Tetramorium barryi Mathew

### Группа видовTetramorium tortuosum
Включает около 50 видов (около половины на Мадагаскаре).
- Tetramorium belgaense Forel, 1902, Tetramorium tortuosum Roger, 1863, Tetramorium urbanii Bolton, 1977, Tetramorium keralense Sheela & Narendran, 1998, Tetramorium spinosum, T. pilosum Emery, 1893, T. urbanii Bolton, 1977, T. yerburyi Forel, 1902. В 2023 году описаны ещё 3 вида: T. alii, T. binghami, T. hitagarciai[42]
  - Комплекс Tetramorium smaug 
    - Tetramorium smaug, T. adamsi, T. marojejy, T. latreillei, T. nazgul, T. sabatra

### Группа видовTetramorium walshi/Triglyphothrix
- Tetramorium cordatum Sheela and Narendran, Tetramorium walshi (Forel)
- Tetramorium fulviceps

### Группа видовTetramorium weitzeckeri
Включает три комплекса видов: edouardi, muralti и weitzeckeri.

#### Комплекс видовTetramorium weitzeckeri
T. bendai, T. boltoni, T. guineense (Bernard, 1953), T. humbloti  Forel, 1891, T. mpala, T. renae, T. snellingi, T. tanaense, T. weitzeckeri  Emery, 1895

#### Комплекс видовTetramorium edouardi
Включает три клады с очень высоким узелком петиоля: двуцветные виды с мелкими глазами и простыми волосками (T. philippwagneri, T. schoutedeni), виды со специализированными или редуцированными волосками (T. mkomazi, T. pinnipilum, T. rogatum, T. zonacaciae), и без специализаций (T. edouardi, T. robertsoni, T. rubrum).

#### Комплекс видовTetramorium muralti
Включает виды с глубокими усиковыми бороздками и со сглаженной гладкой верхней частью головы в трёх кладах: с отчётливыми продольными бороздками на дорзуме мезосомы (T. flavithorax, T. intermedium, T. trirugosum), со сглаженной нескульптированной мезосомой и вдавленным переднем краем клипеуса (T. akengense, T. kakamega, T. occidentale), и виды с ровным передним краем клипеуса и сглаженной нескульптированной мезосомой (T. muralti, T. susannae).

### Избранные виды
Полный список около 600 видов рода
- Tetramorium antipodum Wheeler, 1927
- Tetramorium hispidum (Wheeler, 1915)
- Tetramorium indosinense Wheeler, 1927
- Tetramorium inerme (Mayr, 1877)
- Tetramorium tsushimae Emery, 1925
- Tetramorium nitidissimum
- Tetramorium pulcherrimum (Donisthorpe, 1945)
- Tetramorium punicum (F. Smith, 1861)